# شورت توکانو
شورت توکانو (به انگلیسی: Short Tucano) یک هواگرد ملخ‌پیشین تک‌موتوره از نوع هواپیمای آموزشی ساخت شرکت برادران شورت است. هواگرد شورت توکانو نخستین پروازش را در ۱۴ فوریه ۱۹۸۶ میلادی انجام داد. این هواگرد در سال 1989 (Royal Air Force) میلادی رسماً معرفی گردید و در سال‌های ۱۹۸۶–۱۹۹۵ تولید شده‌است. در مجموع، تعداد ۱۶۰ فروند از این هواگرد ساخته شده‌است.